# Frederick Scott Archer
Frederick Scott Archer, angleški fotograf in izumitelj, * 1813, Bishop's Stortford ali Hertford † 1. maj 1857, London. 
Archer je najbolj poznan kot izumitelj fotografske tehnike, imenovane mokra kolodijska plošča. Kasneje je s fotografom Petrom Fryjem odkril tudi tehniko, imenovano ambrotipija.